# Mennonitengemeinde zu Hamburg und Altona

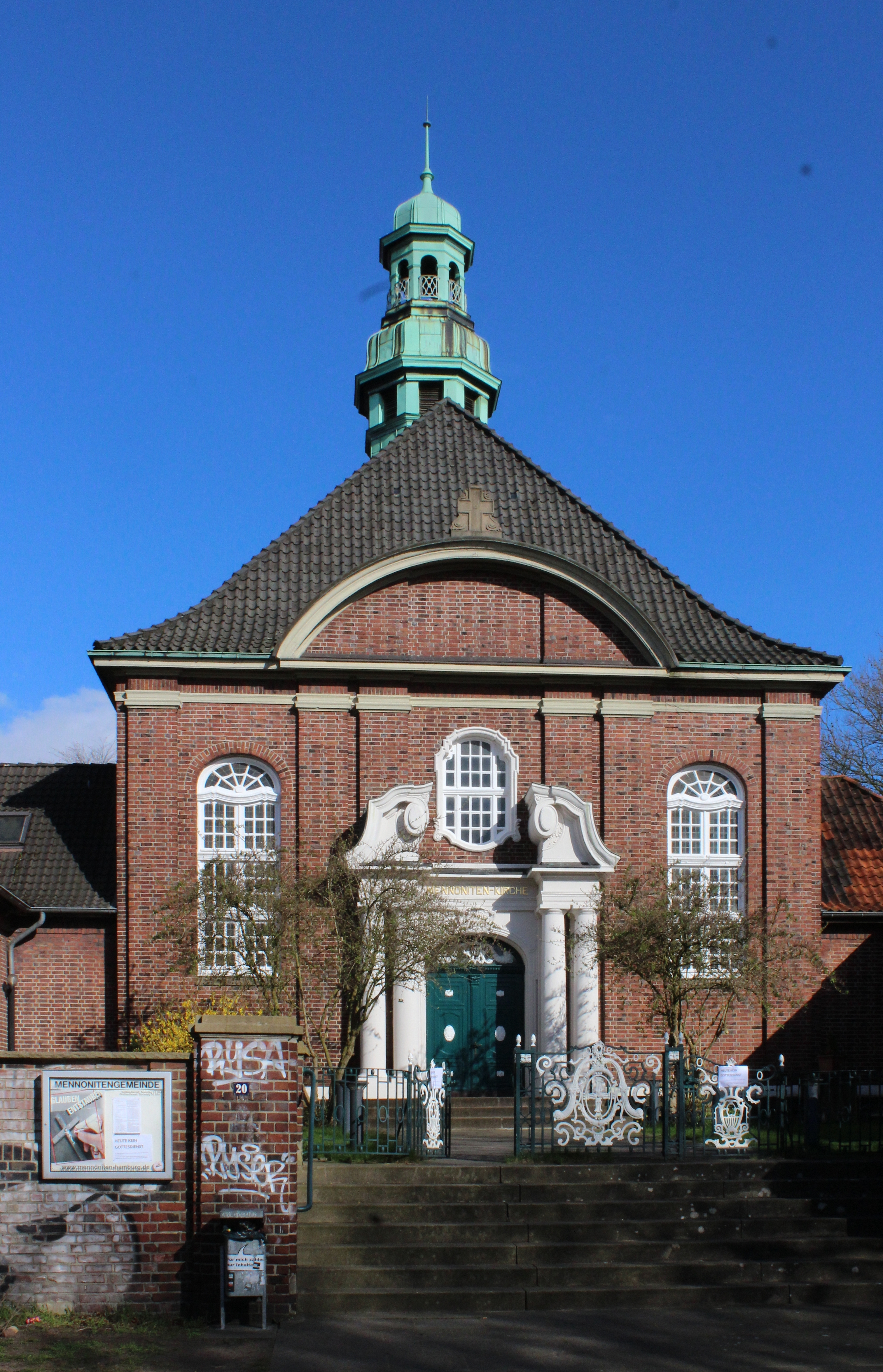
Mennonitenkirche Hamburg-Altona

Die Mennonitengemeinde zu Hamburg und Altona besteht seit 1601. Die jetzige Gemeindekirche wurde 1915 in Altona-Nord eingeweiht, frühere Kirchenbauten befanden sich in der Großen Freiheit. Neben der Mennonitenkirche besitzt die Gemeinde in Hamburg-Bahrenfeld einen eigenen Friedhof.

## Geschichte

Gerrit Roosen, Prediger in Altona

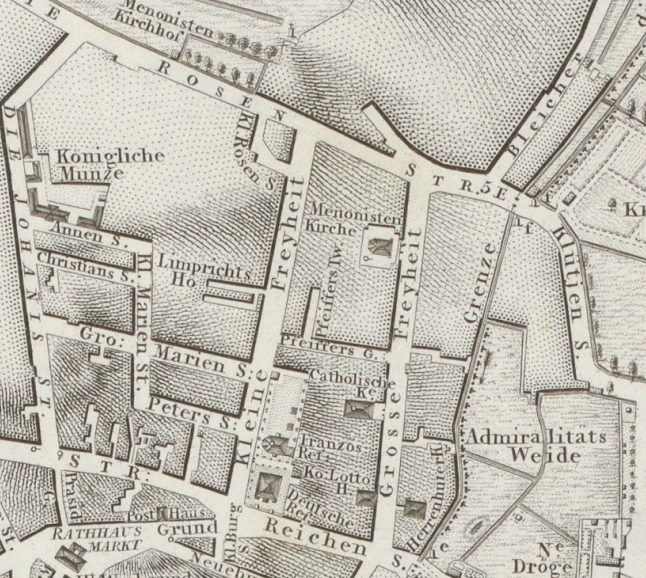
In einem Stadtplan von Altona von 1803 ist der Standort der früheren Kirche und des früheren Friedhofes der Gemeinde verzeichnet, die ebenfalls eingetragene Herrnhuterkirche wurde auch als kleine Mennonitenkirche bezeichnet, da sie zuvor den Dompelaars als Kirche diente.

Die ersten Mennoniten kamen 1575 als Glaubensflüchtlinge aus den damals katholischen südlichen Niederlanden nach Hamburg und Altona. 1601 erlaubte ihnen Graf Ernst von Schaumburg und Holstein-Pinneberg die Gründung einer Gemeinde im damals noch zu Holstein-Pinneberg gehörenden Altona. In der Blütezeit der Gemeinde im 17. und 18. Jahrhundert zählten viele Kaufleute, Reeder (Walfang), Unternehmer und Handwerker zu den Mennoniten. Ab 1660 war Gerrit Roosen Prediger der Altonaer Mennoniten.

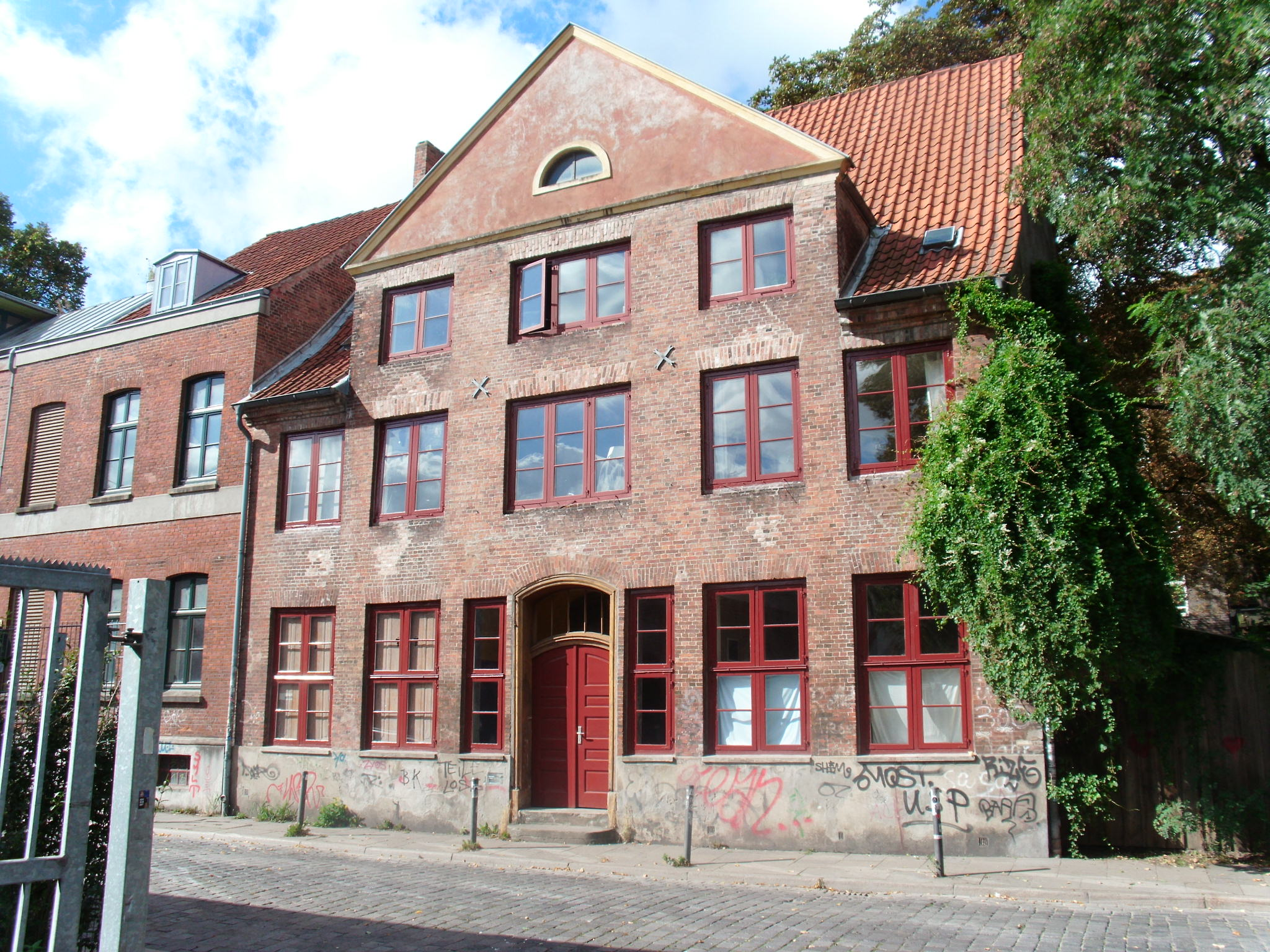
Ehemaliges Pfarrhaus der Altonaer Mennoniten aus dem 18. Jahrhundert in der Großen Freiheit

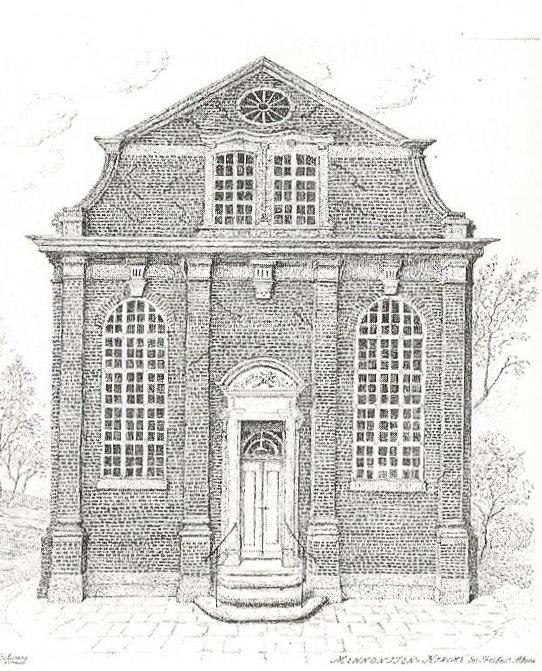
Federzeichnung der ehemaligen Mennonitenkirche an der Großen Freiheit

Eintrag im Adressbuch Altona (Hamburg) (1839)

In den ersten Jahren versammelte sich die Gemeinde noch in Privathäusern. Erst im Jahr 1675 errichteten mennonitische Walfänger aus fünf Prozent des Erlöses einer Walfangsaison eine Holzkirche an der Großen Freiheit. Die Große Freiheit bezieht ihren Namen von den Religions- und Gewerbefreiheiten, die Glaubensgemeinschaften und zunftfreie Handwerker damals in Altona genossen. Beim Schwedenbrand im Großen Nordischen Krieg wurde die Holzkirche zusammen mit großen Teilen der Stadt Altona zerstört. Doch schon 1715 wurde an gleicher Stelle eine neue Steinkirche aufgebaut, die bis 1915 von der Gemeinde genutzt wurde. Bei dieser vom Altonaer Stadtbaumeister Claus Stallknecht erbauten Kirche handelte es sich um einen einschiffigen, turmlosen Backsteinbau mit pfannengedecktem Mansarddach und einem schlichten Kirchenraum mit Tonnendecke. Die Fassade war barock mit Sandsteinen ausgestaltet. Wie andere täuferisch-mennonitische Kirchen lag diese erste Steinkirche noch nicht unmittelbar an der Straßenfront. Vor dem Kirchengebäude entstanden 1772 und 1850 Gemeinde- und Pfarrhäuser, die die Kirche auch baulich von der Straßenlinie trennten. Nachdem sich das Viertel um die Große Freiheit jedoch immer deutlicher in ein Amüsierviertel wandelte, entstanden erste Pläne für einen Umzug der Gemeinde. 1915 wurde schließlich die neue Kirche an der Mennonitenstraße in Altona-Nord eingeweiht, die bis heute der Gemeinde als Versammlungsort dient. Kirche und Gemeindehäuser an der Großen Freiheit 73/75 wurden an die Stadt verkauft, die das Gebäudeensemble in den folgenden Jahren an die Hamburger Großstadt-Mission übergab. Im Zweiten Weltkrieg wurde das Kirchengebäude an der Großen Freiheit schließlich komplett zerstört. Nur Mauerreste wie die ziegelgemauerte Apsis konnten bei späteren Ausgrabungen noch dokumentiert werden. Die Gemeindehäuser blieben jedoch bestehen und stehen inzwischen unter Denkmalschutz. Bis 1795 hielt die Gemeinde noch am Niederländischen als Gottesdienstsprache fest.
Zwischen 1640 und 1648 bestimmten Diskussionen über die Taufform die Gemeinde, bis sich schließlich 1648 die Fraktion der Dompelaars von der Gemeinde abspaltete. Die Altonaer Dompelaars besaßen zeitweise am südlichen Ende der Großen Freiheit eine eigene Kirche, die als kleine Mennonitenkirche bezeichnet wurde. Ihr bekanntester Prediger war Jakob Denner. Nach Denners Tod 1746 löste sich die Gruppe der Dompelaars jedoch wieder auf und viele wechselten wieder in die größere Gemeinde. Die kleine Mennonitenkirche wurde anschließend noch von den Herrnhutern benutzt.
Im 19. Jahrhundert sank die Anzahl der Gemeindemitglieder vor allem durch Übertritte zu den evangelisch-lutherischen Landeskirchen Schleswig-Holsteins und Hamburgs bis auf 338 Mitglieder (1941). Nach 1945 wuchs die Zahl der Gemeindeglieder in Hamburg infolge des Zustroms mennonitischer Vertriebener aus West- und Ostpreußen zeitweise auf über 1000. Durch Aus- und Abwanderung sowie Übertritte zur Landeskirche pendelte sich die Mitgliederzahl auf etwa 360 erwachsene Gemeindemitglieder ein (Stand 2018).
Die Gemeinde ist heute Mitglied der Arbeitsgemeinschaft Christlicher Kirchen in Hamburg und nimmt am Ökumenischen Forum in der HafenCity teil.

## Kirchengebäude
Die jetzige Kirche ist 1915 in neubarockem Stil fertiggestellt worden. Das Gebäude besteht aus einem Kirchenraum mit Vorhalle und einem Pastorat. Ein 1915 ebenfalls fertiggestellter und zur Langenfelder Straße ausgerichteter größerer Gemeindesaal und ein Küsterhaus wurden später an die lutherisch-pietistische Ev. Gebetsgemeinschaft verkauft, so dass der Gebäudekomplex heute von zwei Gemeinden genutzt wird. Die eigentliche Kirche zur Mennonitenstraße ist jedoch weiterhin im Besitz der mennonitischen Gemeinde. Wie in anderen mennonitischen Kirchen nimmt nach dem Prinzip einer Predigtkirche die Kanzel dort den zentralen Platz ein. Vor ihr befindet sich der Abendmahlstisch.
Die neue Kirche wurde in vielen Elementen der früheren Kirche an der Großen Freiheit nachgebaut.

## Bibliothek
Seit 1770 besitzt die Gemeinde eine eigene Bibliothek, die aus dem Nachlass des Gemeindepredigers Hendrik Teunis de Jager entstand. Über die Jahre wurde der Bestand durch Schenkungen und Ankauf weiter aufgestockt. Heute hat die Bibliothek einen Gesamtbestand von etwa 5000 Bänden. Thematische Schwerpunkte bilden Allgemeine und Mennonitische Theologie und Geschichte des 16. bis 19. Jahrhunderts. Die Bücher des 16. bis 18. Jahrhunderts sind zum Großteil noch in niederländischer Sprache verfasst. 1890 erschien erstmals ein gedruckter Bibliothekskatalog, 2019 wurde ein neues Bibliotheksverzeichnis veröffentlicht. Während des Zweiten Weltkriegs wurde die Bibliothek ausgelagert. Die Kirchenbibliothek wird heute von einer Bibliotheksgruppe der Mennonitengemeinde betreut.